# Philematium greeffi
Philematium greeffi là một loài bọ cánh cứng trong họ Cerambycidae.